# Кобахидзе, Мамука
Маму́ка Кобахи́дзе (23 августа 1992, Тбилиси, Грузия) — грузинский футболист, защитник «Динамо (Батуми)».

## Клубная карьера
Воспитанник грузинской команды «Зестафони». За взрослую команду этого клуба он провёл семьдесят матчей чемпионата за три сезона, играл в Лиге чемпионов, а также становился двукратным чемпионом Грузии и один раз выигрывал суперкубок Грузии. Зимой 2013 года пополнил состав российского клуба «Алания» из Владикавказа.

## Карьера в сборной
Выступал за юношеские сборные команды Грузии. Был игроком молодёжной сборной Грузии, за которую сыграл 16 матчей.

## Достижения
- Чемпион Грузии (2): 2010/11, 2011/12
- Обладатель Суперкубка Грузии (1): 2010/11